# Холодец
Холоде́ц (сту́день) — сытное блюдо из сгустившегося до желеобразной массы от охлаждения мясного бульона с кусочками мяса. Известен с XVI века. В русской кухне является популярной холодной закуской на праздничном столе. Обычно холодец подают к столу с хреном или горчицей. Существуют национальные разновидности холодца, например, грузинское блюдо мужужи, молдавский студень «рэсол» из петуха. Похожие на холодец блюда присутствуют в польской, немецкой и балканской кухнях.
Холодец не является разновидностью заливного, так как желеобразная консистенция заливных блюд является следствием использования желеобразующих веществ, таких, как желатин и агар-агар. Холодец и студень считаются синонимами. В основном это блюдо называют студнем в северных и северо-западных районах России, тогда как на юге и юго-востоке блюдо чаще называют холодец. Кроме того, иногда название «холодец» применяется к блюду, полученному из свиного или свино-говяжьего бульона, чтобы отличать от блюда, полученного исключительно из говяжьего бульона.
В идеале студень готовится из коровьей головы, мозгов и всех четырёх ног, однако вполне допустимо использовать только ноги, добавляя куски мяса, хвосты и т. п. В случае, если речь идёт об использовании в студне свинины, то хорошо использовать свиные уши, хвосты, ноги. В целом, для студня должны использоваться те части туши, в которых достаточно желирующих веществ.
Известно, что Пётр I любил начать обед со студня с солёными огурцами и квашеной капустой. Студень в те времена считался простой едой, но царь почти ежедневно требовал холодец на обед у своего повара-датчанина Яна Фельтена. В романе «Обломов» И. А. Гончарова управительница Ильи Ильича Агафья Матвеевна размышляла о том, что если хозяина настигнет нужда, ему придётся «кушать вместо спаржи репу с маслом, вместо рябчиков баранину, вместо гатчинских форелей, янтарной осетрины — солёного судака, может быть, студень из лавочки…».